# Tilman Sauerbruch
Tilman Sauerbruch (* 9. Juli 1946 in Lauingen an der Donau) ist ein deutscher Gastroenterologe. Er war von 1992 bis 2012 Professor für Innere Medizin und Direktor der Medizinischen Klinik und Poliklinik I, Allgemeine Innere Medizin an der Rheinischen Friedrich-Wilhelms-Universität Bonn.

## Leben
Tilman Sauerbruch ist ein Enkel des Chirurgen Ferdinand Sauerbruch. Er studierte von 1966 bis 1971 in Würzburg (Vorklinik), Hamburg und Heidelberg (Klinik). Nach der Promotion 1971 an der Universität Heidelberg machte er von 1972 bis 1979 die Weiterbildung zum Internisten und Gastroenterologen (Heidelberg, Pforzheim, München). Von 1979 bis 1983 machte er die wissenschaftlich klinische Ausbildung als Hochschulassistent an der Medizinischen Klinik II, Klinikum Großhadern der Ludwig-Maximilians-Universität München. Nach der Habilitation 1984 an der Ludwig-Maximilians-Universität München wurde er 1984 C2-Professor ebenda. Von 1983 bis 1992 war er Oberarzt an der Medizinischen Klinik II, Klinikum Großhadern der Universität München und Ausbildungsermächtigter für den Schwerpunkt Gastroenterologie. 1991 wurde er C3-Professor an der Ludwig-Maximilians-Universität München. 1992 wurde er C4-Professor an der Medizinischen Fakultät der Rheinischen Friedrich-Wilhelms-Universität in Bonn verbunden mit der Leitung der Klinik für Allgemeine Innere Medizin. Von 2000 bis 2005 war er Prodekan und Dekan der Medizinischen Fakultät der Rheinischen Friedrich-Wilhelms-Universität in Bonn. Von 2012 bis 2014 war er Professor für Innere Medizin und kommissarischer Direktor der Klinik für Gastroenterologie und Endokrinologie an der Universitätsmedizin Göttingen.
Seine klinischen und wissenschaftlichen Schwerpunkte liegen unter anderem im Bereich Pathogenese und Behandlung der portalen Hypertension von Gallenwegserkrankungen und der Leberzirrhose.

## Ehrungen und Auszeichnungen
Sauerbruch ist Träger verschiedener Preise und Auszeichnungen. Unter anderem erhielt er 1985 den Körber-Preis für die Europäische Wissenschaft, 1992 den Lucie-Bolte-Preis der Lucie-Bolte-Stiftung, 2014 die Ludwig-Heilmeyer-Medaille in Gold sowie den Recognition Award der European Association for the Study of the Liver. Die Deutsche Gesellschaft für Innere Medizin zeichnete Tilman Sauerbruch 2016 mit einer Ehrenmitgliedschaft aus, 2020 mit der Leopold-Lichtwitz-Medaille.

## Veröffentlichungen
- T. Sauerbruch (Hrsg.): Therapie-Handbuch – Gastroenterologie und Hepatologie. Verlag Urban&Fischer in Elsevier, 2021, ISBN 978-3-437-23847-5.